# Varzaneh (ort i Esfahan)
Varzaneh (persiska: ورزنه) är en ort i Iran.   Den ligger i provinsen Esfahan, i den centrala delen av landet, 400 km söder om huvudstaden Teheran. Varzaneh ligger 1 477 meter över havet och antalet invånare är 11 506.
Terrängen runt Varzaneh är platt. Runt Varzaneh är det ganska tätbefolkat, med 144 invånare per kvadratkilometer. Det finns inga andra samhällen i närheten. Trakten runt Varzaneh är ofruktbar med lite eller ingen växtlighet.